# 巴特叙尔策
巴特叙尔策（德語：Bad Sülze，發音：[baːt ˈzʏltsə] ⓘ）是德国梅克伦堡-前波美拉尼亚州前波美拉尼亚-吕根县的城市，面积26.66平方千米，2023年12月31日人口为1,764人。